# Ville e palazzi di Pavia

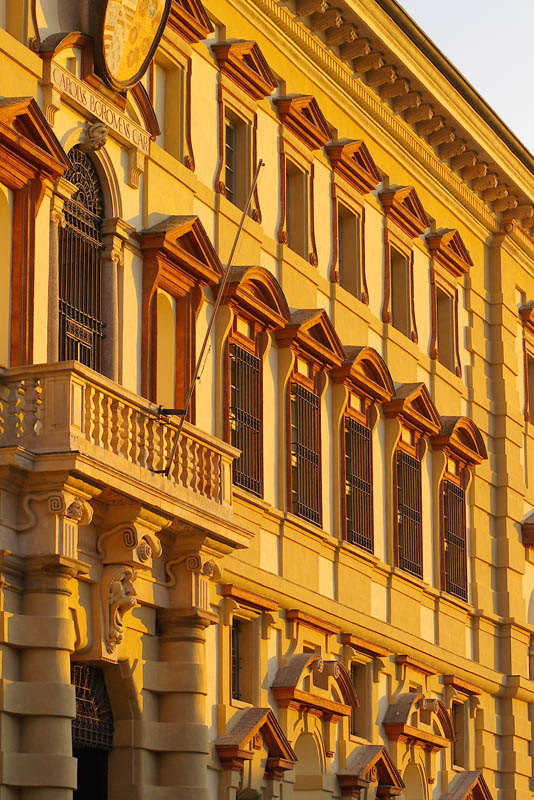
Facciata del Collegio Borromeo di Pellegrino Tibaldi

Per ville e palazzi di Pavia si intendono gli edifici civili di particolare rilievo artistico della città di Pavia.

## Storia
Città fondata in epoca romana, le prime notizie certe sulla presenza di palazzi a Pavia risalgono tuttavia al periodo in cui la città era capitale del Regno longobardo, periodo a cui risale lo scomparso palazzo Reale. Risale invece all'epoca romanica l'introduzione del laterizio come materiale da costruzione anche in edifici prestigiosi, talvolta accostato a pietre e marmi a creare contrasti cromatici. In età comunale, come in molte altre città del centro-nord Italia, sorsero numerose torri, simbolo di prestigio e potere per la famiglia che avrebbe innalzato la più alta: nel massimo splendore della città il numero di torri superava secondo le cronache il numero di cento, tanto che la città sarebbe stata nominata la città delle cento torri. Oggi ne rimangono pochissimi esemplari originali, mentre la maggior parte delle torri sono state "tagliate" e inglobate in altre costruzioni.
All'ingresso di Pavia nel ducato di Milano risalgono invece i palazzi delle famiglie entrate nella nobiltà milanese di origine pavese, come i Beccaria, gli Arnaboldi o i Belgiojoso: Pavia fu annessa ai domini dei Visconti come seconda città più importante della Lombardia, residenza dei duchi (castello Visconteo) e mausoleo dinastico (Certosa di Pavia) e mantenne questo ruolo anche in virtù della fondazione dell'università di Pavia, che fece diventare la città l'unico polo universitario lombardo fino al XX secolo. Proprio per questo ruolo, nel XVI secolo nella città si ebbe un certo fermento per la costruzione dei tre collegi universitari cittadini: il più celebre, il collegio Borromeo di Pellegrino Tibaldi, rappresenta un vero e proprio capolavoro dell'architettura manierista.
Tra il Seicento e il Settecento Pavia vede consolidarsi la tipologia dei suoi palazzi, tipicamente a due cortili con giardino, più raramente con pianta a U o a L. Sotto il dominio austriaco la città, come in gran parte della Lombardia asburgica, vede un gran fermento architettonico dovuto alle soppressioni dei conventi non dediti ad attività caritatevoli e la successiva alienazione dei beni: beni che saranno venduti dallo Stato per fare cassa o riutilizzati come edifici pubblici. Con l'avvento dell'unità d'Italia, Pavia vedrà i tipici cambiamenti dovuti all'industrializzazione come lo sviluppo della rete ferroviaria, i quartieri industriali: i cambiamenti tuttavia avvennero per la maggiore al di fuori del tracciato della antiche mura, lasciando relativamente intatto il centro storico.

## Elenco palazzi

### XII secolo

Palazzo del Broletto

- Palazzo del Broletto, piazza della Vittoria 14-15
- Voltone degli Isimbardi,  Corso Strada Nuova 5
- Casa di Alboino, Via Alboino 7
- Casa Belcredi, via Frank 38
- Palazzetto Beccaria, via Porta Nuova 27
- le torri.

### XIII secolo
- Palazzo Belcredi, via Luigi Porta 14
- Casa Folperti, via Parodi 35
- Casa Beccaria, via Mantovani 4
- Palazzetto di via Porta Salara, via Porta Salara 10

### XIV secolo

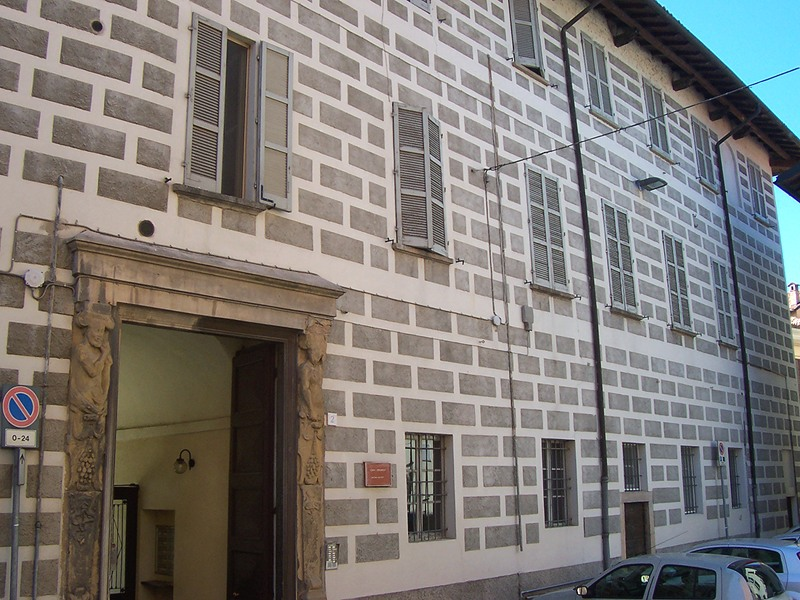
Casa Sfondrini.

- Palazzo dei Diversi, piazza della Vittoria 12
- Palazzo Beccaria, via Beccaria 5
- Casa Cani, piazza della Vittoria 23
- Palazzo dell'ex Albergo del Saracino, piazza della Vittoria 1
- Fondaco del Sale, via Porta Salara 22
- Casa Danioni, via Porta Calcinara 18
- La Torretta, via Torretta 6

### XV secolo
- Casa Bottigella, via Mazzini 15
- Casa Cattaneo, via Palestro 10

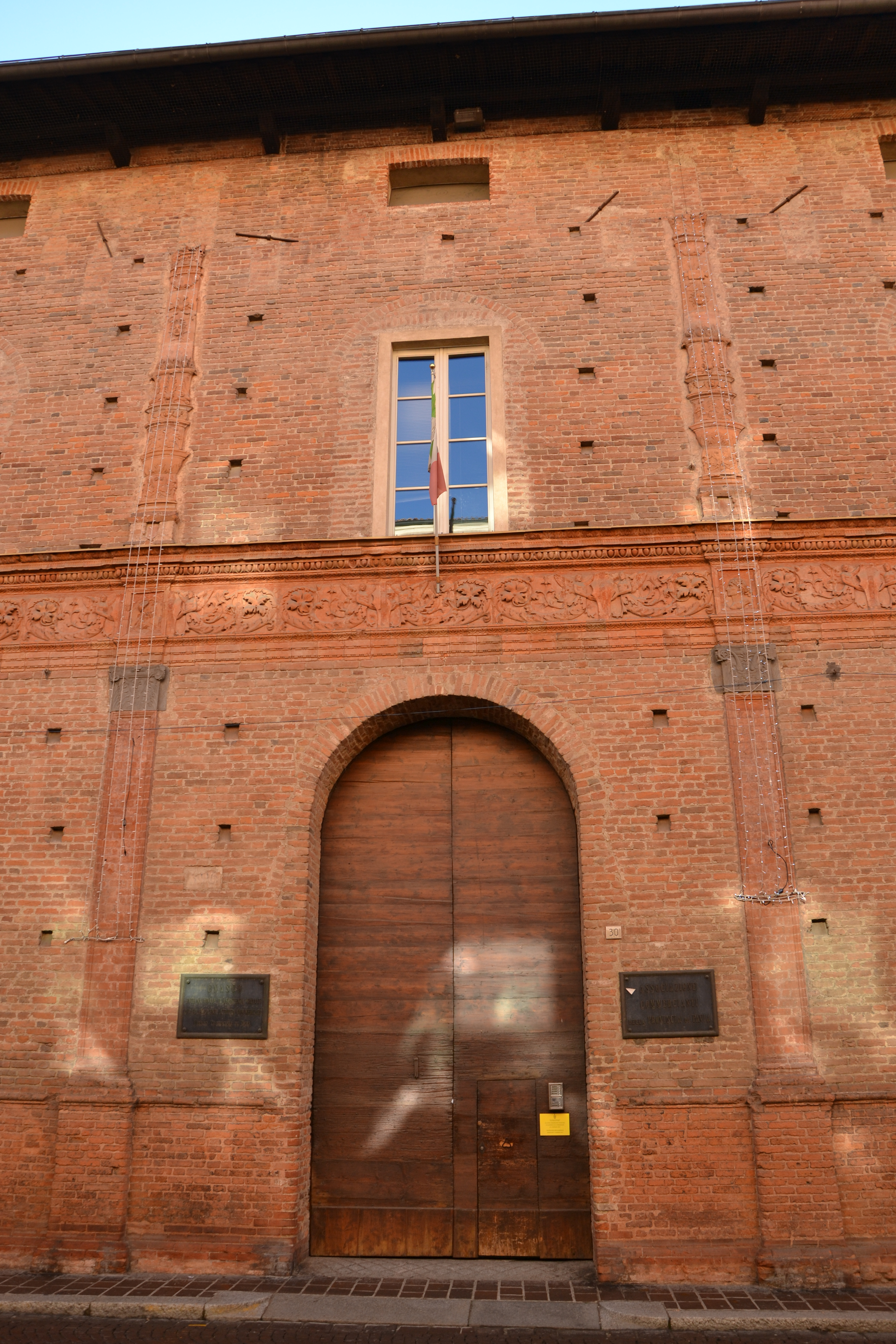
Palazzo Carminali Bottigella

- Casa degli Eustachi, via Porta Pertusi 4
- Ospedale San Matteo, piazza Leonardo da Vinci, 6
- Casa Lonati, via Bernardo Sacco 2
- Casa Sfondrini, piazza San Teodoro 2
- Collegio Castiglioni, via San Martino 20
- Casa Sacco, piazza Borromeo, 9
- Palazzo Aschieri, via Regina Adelaide 11
- Palazzo Carminali Bottigella, corso Cavour 30
- Casa di Cristoforo Bottigella, corso Cavour 17
- Palazzo Cavagna, via Defendente Sacchi 19
- Palazzo Cornazzani, via Ugo Foscolo 11
- Palazzo Langosco Orlandi, piazza del Carmine 2
- Belvedere, via Belvedere 450/453

### XVI secolo
- Collegio Borromeo,
- Collegio Cairoli
- Collegio Ghislieri

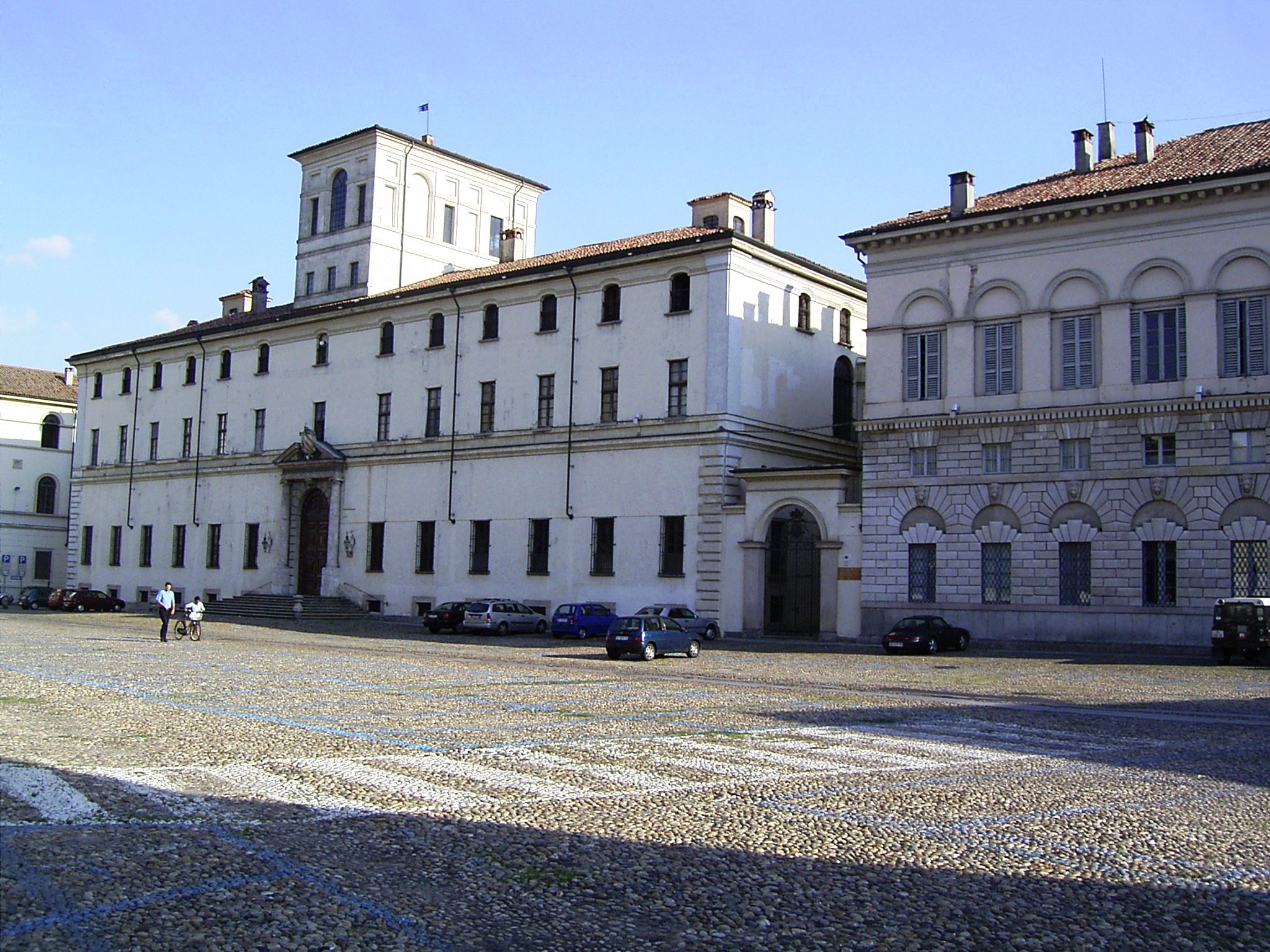
Collegio Ghisleri

- Palazzo Vescovile di Pavia, piazza Duomo 11
- Casa Menochio, via Menocchio 12
- Casa Beretta, corso Mazzini 14
- Casa Robecchi Majnardi, corso Mazzini 9/12

### XVII secolo
- Palazzo Negri della Torre, via Defendente Sacchi 13
- Palazzo Salimbene, corso Giuseppe Garibaldi, 74
- La Bellaria, via Bellaria.

### XVIII secolo

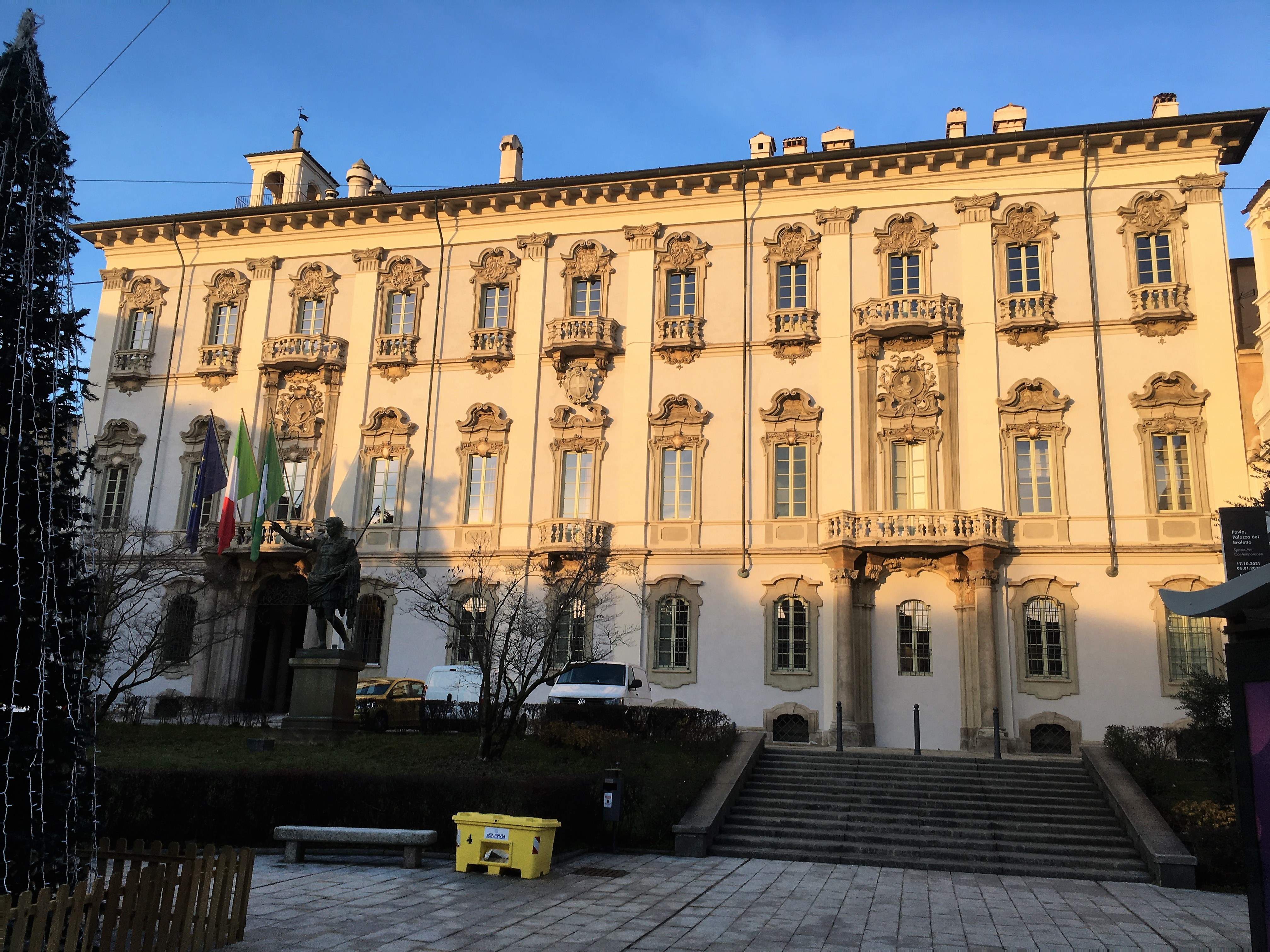
Palazzo Mezzabarba

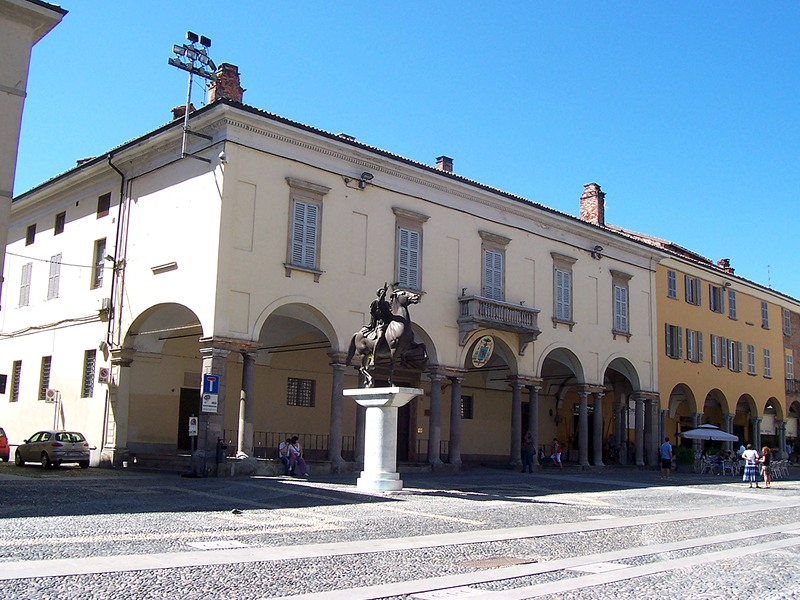
Palazzo Vescovile di Pavia

- Palazzo centrale dell'Università di Pavia, Corso Strada Nuova 65
- Casa Beccaria May, via San Giovanni in Borgo 10
- Palazzo Arnaboldi Gazzaniga, piazza San Michele 1
- Palazzo Botta Adorno, piazza Botta 10
- Palazzo Bellingeri, via Defendente Sacchi 8
- Palazzo Bellisomi Vistarino, via Sant'Ennodio, 24
- Palazzo dei padri Lateranensi, piazza San Pietro in Ciel d'Oro 3- 5
- Palazzo del Mayno, via Mentana 4
- Palazzo del Governo, Piazza Guicciardi 1
- Palazzo dell'Orto botanico di Pavia, via Antonio Scopoli 22
- Palazzo del Tribunale, piazza del Tribunale 1
- Palazzo Trovamala, via Filippo Cossa, 24
- Palazzo Gambarana, corso Garibaldi 1
- Palazzo Giorgi, via San Severino Boezio 8
- Palazzo Giorgi Berziza, via San Gerolamo Miani 3
- Palazzo Malaspina, via Malaspina 3
- Palazzo Mezzabarba, piazza Municipio 2
- Palazzo Olevano, corso Mazzini 5
- Palazzo Scagliosi Beccaria Scarenzio, via Cardano 4
- Palazzo Ghislieri Aizaghi Malaspina, via San Martino 12
- Palazzo Friggi Nocca, piazza Belli 9
- Casa di Giovanni Folperti, via Menocchio 11
- Palazzo Brambilla, Corso Strada Nuova 61
- Casa Dattili, Corso Strada Nuova 79
- Collegio Caccia, Viale Giacomo Matteotti 20
- Villa di Montebolone, via Montebolone

### XIX secolo
- Casa Maciachini, corso Cavour 7
- Galleria Arnaboldi, piazza del Lino
- Palazzo della Scuola di Disegno, Piazza Collegio Ghislieri 4
- Palazzo Garroni Carbonara, Corso Strada Nuova 63
- Casa Giannella, Corso Mazzini 12
- Casa Nocca, piazza Guicciardi 7
- Palazzo Maestri, via Mascheroni 68
- Borgo Calvenzano, viale Bligny 5 - 93
- Villa Flavia, viale Lodi 47
- Pio Albergo Pertusati, Viale Giacomo Matteotti 61/83
- Caserma Tenente Francesco Lillo, Corso G. Garibaldi 74

### XX secolo
- Casa Belloni, via Teodolinda 13
- Casa Galliani, via Beccaria 20
- Casa Milani, piazza San Pietro in Ciel d'Oro 18
- Palazzo Devoti, viale XI Febbraio 2
- Casa Gandini, via Luigi Porta 25
- Casa Pellegrini, via Trieste 13
- Palazzo delle Poste, piazza della Posta 1-2
- Istituto Tecnico Bordoni, progetto di Mario Ridolfi, Wolfgang Frankl e Vittorio De Amici (1935-36)
- Palazzo degli Uffici Comunali, piazza del Municipio 2
- Casa del Balilla, viale Lungo Ticino Sforza 56
- Comando di Polizia Municipale, viale Resistenza 5
- Palazzo della Provincia, piazza Italia 2
- Casa Castelli in via Beccaria, progetto di Carlo Alberto Sacchi (1936)
- Hotel Moderno, viale Vittorio Emanuele II, 42
- Condominio Visconti, viale Lungo Ticino Visconti 1
- Edificio I per INA, corso Cavour 59
- Edificio Citterio, Piazza San Pietro in Ciel d'Oro 21
- Palazzo delle Esposizioni, piazzale Europa 12
- Palazzo Torre Impero, viale della Libertà 20
- Villa Patrini, viale Gorizia, 12
- Palazzo INCIS
- Edificio d'ingresso Policlinico San Matteo, viale Golgi 19
- Collegi Camillo Golgi, via Gaspare Aselli, 43
- Asilo Gianni Rodari, via Romano 5
- Collegio Alessandro Volta, via Ferrata, 17
- Complesso industriale SAITI, via Vigentina 7
- Edificio II per INA, viale Cesare Battisti 7
- Palazzo Lardera, piazza Dante 3